# 李聯芳 (萬曆進士)
李聯芳（1579年—？），字同春，號蘭如，陕西西安府朝邑县人，是一名明朝政治人物。

## 生平
万历二十五年（1597年）丁酉科陕西乡试第四十三名举人，三十五年（1607年）丁未科進士，工部觀政，三十六年授河南洧川县知县，三十八年调真定县，四十一年升户部主事，四十三年差临清鈔关，四十四年升员外，四十五年京察，四十八年降徐州同知。

## 家族
曾祖李孜。祖父李仲有。父李邦忠，冠帶生员。母王氏，継母党氏。严侍下。兄時亨、時芳。弟継芳（贡士）、齐芳。
季弟李继芳，號兰畹，万厯癸卯举人，知三河县，减浮粮三千金。长兄李时芳，万厯乙夘举人，仕知州，亦有政声。